# Miclești (Vaslui)
Micleşti é uma comuna romena localizada no distrito de Vaslui, na região de Moldávia. A comuna possui uma área de 43.28 km² e sua população era de 2951 habitantes segundo o censo de 2007.